# Alessandro Crescenzi
Alessandro Crescenzi (Roma, 12 de setembro de 1607 - Roma, 8 de maio de 1688) foi um cardeal do século XVII

## Biografia
Nasceu em Roma em 12 de setembro de 1607. De uma família antiga e ilustre. Filho de Giovanni Battista Crescenzi e Anna Massimi. Seu nome do meio era Agostino; ele também está listado como Alessandro Coosimo. Parente do cardeal Marcello Crescenzi (1542). Sobrinho do cardeal Pier Paolo Crescenzi (1611).
Completou seus estudos humanísticos no Collegio Romano ; depois, ingressou na Ordem dos Frades Menores Capuchinhos; e depois passou para a Congregação dos Clérigos Regulares de Somasca, onde concluiu os estudos superiores e lá permaneceu até 1643..
Eleito bispo de Tremoli, 13 de julho de 1643. Consagrado, 26 de julho de 1643, Roma, pelo cardeal Alessandro Cesarini, iuniore . Transferido para a sé de Ortona e Campli, em 13 de junho de 1644. Transferido para a sé de Bitonto, em 26 de agosto de 1652. Nomeado núncio em Savoy pelo Papa Inocêncio X; ocupou o cargo até 1658. Renunciou ao governo da diocese de Bitonto, em 14 de maio de 1668. Prefeito dos Cubículos de Sua Santidade, em 23 de dezembro de 1670. Promovido ao patriarcado titular de Alexandria, em 19 de janeiro de 1671..
Criado cardeal sacerdote no consistório de 27 de maio de 1675; recebeu o gorro vermelho e o título de S. Prisca, em 15 de julho de 1675. Transferido para a sé de Recanati-Loreto, com título pessoal de patriarca, em 24 de fevereiro de 1676. Participou do conclave de 1676, que elegeu o Papa Inocêncio XI. Renunciou ao governo da diocese de Recanati-Loreto, em 9 de janeiro de 1682. Nomeado pelo papa camerlengo do Sacro Colégio dos Cardeais, em 9 de abril de 1685 com a morte do cardeal Girolamo Gastaldi, até 18 de março de 1686, quando foi renomeado até 3 de março de 1687..
Morreu em Roma em 8 de maio de 1688, perto das 2 horas da manhã, de apoplexia, enquanto celebrava missa, em seu palácio romano. Exposto na igreja de S. Maria em Vallicella, Roma, onde o funeral ocorreu em 10 de maio de 1688, e enterrado naquela igreja..